# In meinem kleinen Apfel

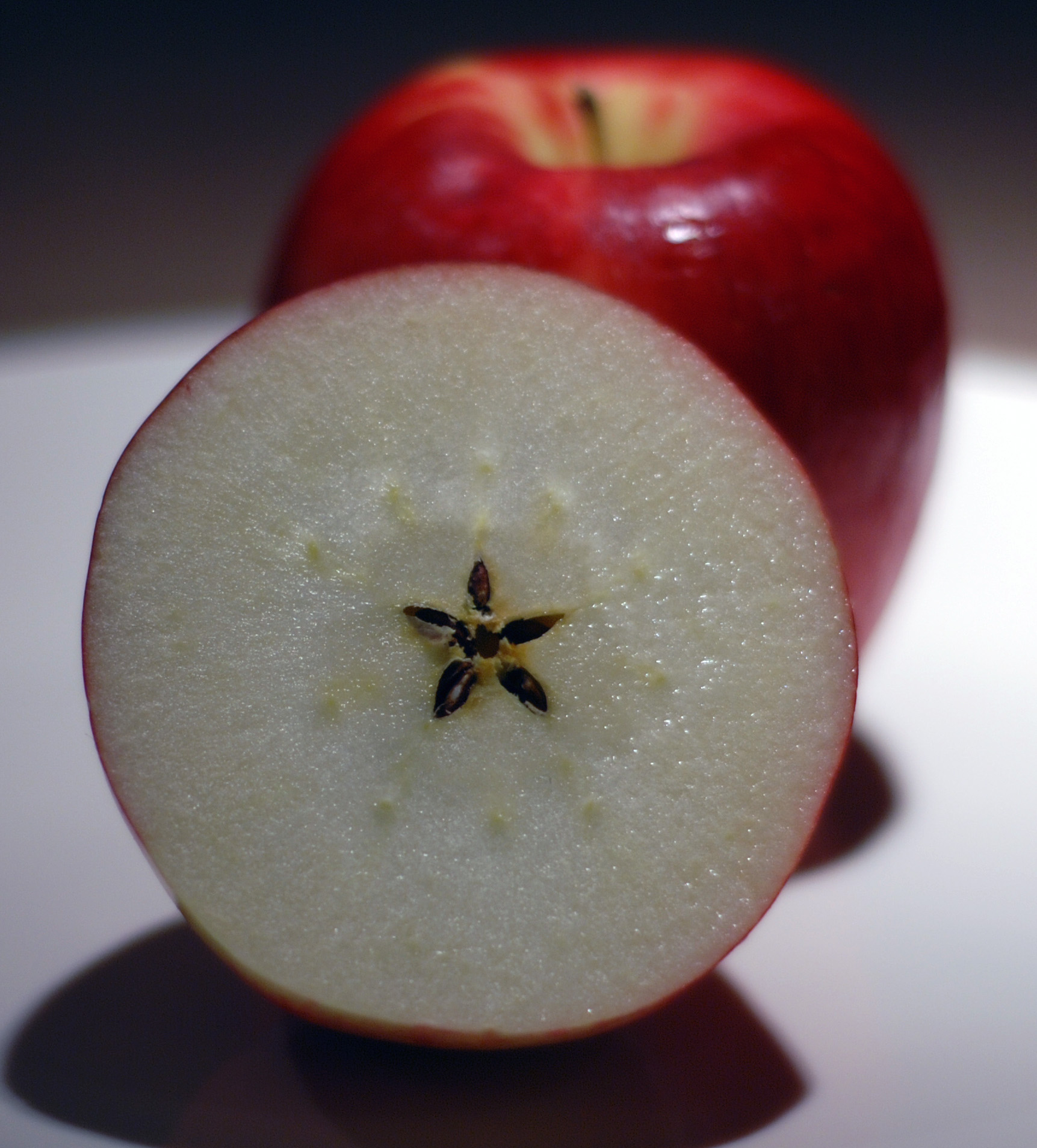
Querschnitt durch das Kerngehäuse eines Apfels mit den fünf Kernkammern

In meinem kleinen Apfel (auch: In einem kleinen Apfel) ist ein deutschsprachiges Kinderlied.

## Geschichte
Der Text des Liedes erschien unter dem Titel Der kleine Apfel offenbar zum ersten Mal in der von Else Fromm für das Pestalozzi-Fröbel-Haus herausgegebenen Sammlung Lieder und Bewegungsspiele in der ersten Auflage von 1905 in einer zweistrophigen Fassung. In späteren Auflagen lautet die Quellenangabe dort „Mozart“ (Melodie) und „Pestalozzi-Fröbel-Haus I“ (Text), so dass zu vermuten ist, dass der Text von einer der Erzieherinnen dieser Ausbildungsstätte verfasst wurde, möglicherweise von Else Fromm selbst.
Die Melodie ist in vereinfachter Form dem Sklavenchor Das klinget so herrlich, das klinget so schön aus der Oper Die Zauberflöte (1791) von Wolfgang Amadeus Mozart entlehnt. Unter dem Titel Zauberglöckchen wurde es mit dem originalen Text in Finks Musikalischem Hausschatz (1849) abgedruckt. Mit geändertem Text erschien es unter dem Titel Schulglöckchen in der Sammlung Großer Schulliederschatz (Gütersloh, 1868).
Dieselbe Melodie diente dann im 19. Jahrhundert einem weiteren Volks- und Kinderlied als Grundlage, das unter dem Titel Der Rose woll’n wir gleichen (bzw. Dem Veilchen woll’n wir gleichen) in verschiedenen Textvarianten verbreitet war.

## Text und Melodie
1. In meinem kleinen Apfel,

da sieht es lustig aus,

es sind darin fünf Stübchen

grad’ wie in einem Haus.

2. In jedem Stübchen wohnen

zwei Kernchen schwarz und klein,

die liegen drin und träumen

vom lieben Sonnenschein.

3. Sie träumen auch noch weiter

gar einen schönen Traum,

wie sie einst werden hängen

am lieben Weihnachtsbaum.

## Inhalt und Deutung

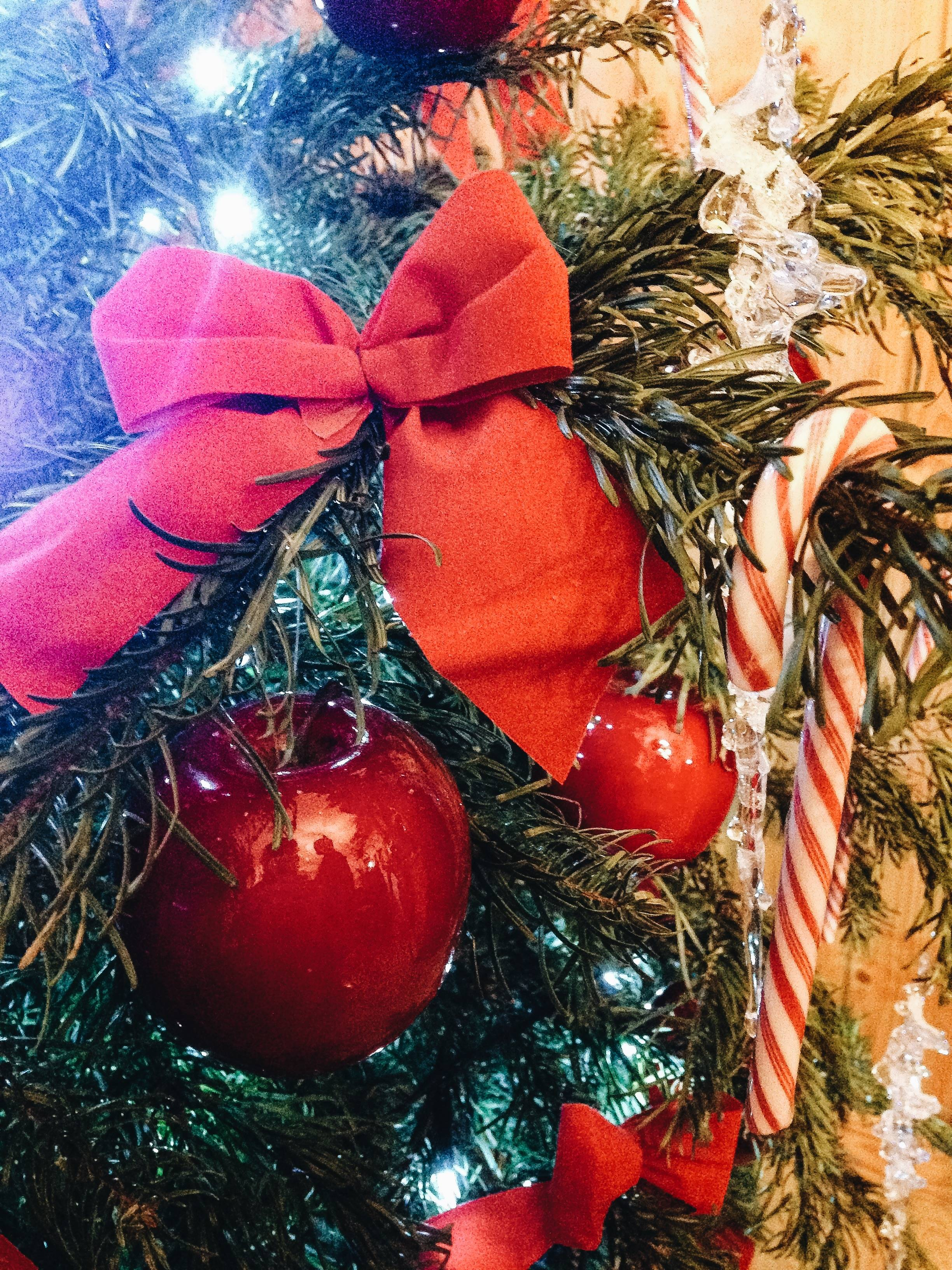
Äpfel als Christbaumschmuck

Der Text vergleicht in einem Wortspiel das Kerngehäuse eines Apfels mit einem Haus und folgerichtig die fünf Kernkammern mit Stuben (Zimmern), in denen sich die Kerne zu sommerlicher Reife entwickeln. In der später ergänzten dritten Strophe träumen sie schließlich von der Aussicht, dass der Apfel als Christbaumschmuck den Weihnachtsbaum zieren wird.
Waltraud Linder-Beroud vom Deutschen Volksliedarchiv deutete das Lied als Teil des von Henriette Schrader-Breymann begründeten pädagogischen Konzepts des Pestalozzi-Fröbel-Hauses, das die Kinder „zu einer ganzheitlichen Sicht von Mensch und Natur hinzuführen suchte“, womit „sie zur Wegbereiterin der modernen Erlebnispädagogik“ wurde.
Das Lied wird in Liedersammlungen oft beim Thema Natur oder bei den Jahreszeitenliedern eingeordnet. Im von Tomi Ungerer illustrierten großen Liederbuch ist es bei den Herbstliedern einsortiert, wegen des weihnachtlichen Schlusses findet es sich vereinzelt in Liederbüchern auch bei den Winterliedern.